# セコイアデンドロン
セコイアデンドロン（学名: Sequoiadendron giganteum）は、裸子植物マツ綱のヒノキ科セコイアデンドロン属に属する巨大な常緑針葉樹の1種である。セコイアデンドロン属は、現生種としてはセコイアデンドロンのみを含む。現存する最も巨大な（体積が大きい）木といわれ、シャーマン将軍の木 (General Sherman) とよばれる個体の幹の体積は 1,486立方メートル、重さ1,256トンに達すると推定されている。葉は針形で枝にらせん状につく。アメリカ合衆国西部のシエラネバダ山脈西斜面の高地に生育している。
狭義のセコイア（セコイアメスギ）は別属別種であるが、セコイアとセコイアデンドロンをあわせて「セコイア」と総称することもある。標準和名ではセコイアオスギともよばれ、また現地では giant sequoia（ジャイアントセコイア）や big tree（"大きな木"）ともよばれる。Sequoiadendron の名は、近縁種の属名であるセコイア（Sequia; チェロキー文字を発明したシクウォイアへの献名とされることが多い）にギリシア語の"木"を意味する dendron を付したものである。

## 特徴
常緑性の高木であり、大きなものは樹高90メートル (m)、幹の直径 11 m になる。樹冠は若い木では円錐状、古くなると細長く丸みを帯びる（下図2a, b）。樹皮は赤褐色、非常に厚く60センチメートルに達し、繊維質。幹にはうねやコブがある（下図2b）。枝はふつう水平またはやや下向きに伸び、先端が上向きになる。葉は互生し螺生、成体ではふつうトゲ状、横断面は三角形、長さ15ミリメートル (mm)、両面に気孔があり、背軸側に腺はない（下図2c）。
雌雄同株、雄球花（"雄花"）、雌球花（"雌花"）ともに基部に鱗片葉がある。雄球花は枝先に単生し、球形から卵形、長さ 4–8 mm、12–20個の小胞子葉からなり、各胞子葉には2–5個の花粉嚢がある（下図3a）。雌球花も枝先に単生し、円錐形、各鱗片には7–13個の直生胚珠が2列につく。球果は約2年で熟すが、約20年木についており、楕円形、長さ 4–9 cm、25–45個の螺生する厚い鱗片（果鱗）からなり、各果鱗には3–9個の種子が付随する（下図3b）。果鱗の裸出部は盾形で突起はない。種子はレンズ状、3–6 mm、周囲に翼をもつ（下図3c）。子葉は(3–)4(–6)枚。染色体数は 2n = 22。
材と枝葉の精油は、いずれもα-ピネンを多く含む点で共通しており、材が9,10-dehydro-isolongifoleneを含み、エレミシンを欠く点で枝葉と異なる。

## 分布・生態
米国カリフォルニア州のシエラネバダ山脈西側斜面（南北110キロメートル）、標高900メートルから2,600メートルの間に分布する（下図4）。自生の生育面積は 124 km2 ほどしかない（近縁種であるセコイア自生面積のわずか2%）。およそ70個の集団に分かれており、各集団間は2キロメートル以上離れている。
セコイアデンドロンの球果は受粉から2年後に成熟するが木からは落ちず、緑色を保って長期間（20年ほど）木についたままでいる。このような特徴はセコイアデンドロンに特有の性質である。種子の放出には、様々な要因がある。Phymatodes nitidus（カミキリムシ科）の幼虫は球果中に生育し、これが球果中の維管束を切断することで球果が乾燥、種子が放出される。また、ダグラスリス（Tamiasciurus douglasi）も球果を食用とし、種子散布に寄与する。さらに山火事の際には、球果が乾燥・裂開し、全ての種子が放出される。
セコイアデンドロンの自生地では山火事が頻繁に自然発生し、セコイアデンドロンの極めて厚い樹皮や火災後に散布される種子などは山火事に適応した性質であると考えられている。山火事とセコイアデンドロンの生育に関しては多くの研究が報告されている。また、セコイアデンドロンは年輪年代学の優れた材料であり、過去の気候や山火事を探るために用いられている。
上記のようにセコイアデンドロンは山火事に適応した性質をもつが、近年頻発する山火事では大きな被害を受けている（上図5）。2020年から2021年の山火事によって、合計9,700本から14,200本のセコイアデンドロンが枯れたか、数年以内に枯死すると推定されている。

## 特筆される個体
一般的に、セコイアデンドロンは地球上で最大の生物といわれる。2022年現在、最も体積が大きな個体はセコイア国立公園の「シャーマン将軍 (General Sherman)」（下図6a）、2番目の個体はキングズ・キャニオン国立公園の「グラント将軍 (General Grant)」（下図6b）である（表1）。また、セコイアデンドロンは、セコイアに比べると樹高は低いが、それでも最大のものは 94.9 m に達する。
| 個体名         | 高さ (m) | 基部での 最大直径 (m) | 地上 55 m で の直径 (m) | 幹の体積 (m3) | 幹の重さ (トン) |
| -------------- | -------- | --------------------- | ----------------------- | ------------- | --------------- |
| シャーマン将軍 | 83.8     | 11.1                  | 4.3                     | 1,486         | 1,256           |
| グラント将軍   | 81.5     | 12.3                  | 3.9                     | 1,343         | 1,135           |

ただし1945年ごろに伐採されたセコイアのある個体は、体積が 1,743 m3 に達したと考えられており、シャーマン将軍よりも大きかった。また、どの範囲までを「個体」とするのかは必ずしも明瞭ではなく、1つの山を覆っている根でつながった（つながっていた）ポプラやタケのクローンを1個の生物とみなすことも可能である。ナラタケ属（担子菌類）の1個の菌糸体は、少なくとも15ヘクタールに広がっていることも報告されている。さらに、セコイアデンドロンにおいて、生きている部分はごく一部である。セコイアデンドロンに限らず木（木本植物）の中で生きている細胞は茎や根の表層（樹皮下層）および葉に限られており、大部分は死んだ細胞（細胞壁のみ）からできている。
セコイアデンドロンは長命でもあり、年輪の測定による確実な例としては、1870年ごろに Converse Basin で伐採された樹齢3,266年の個体（標本番号 RMTRR 2006）がある。

## 人間との関わり
セコイアデンドロンは1850年代に初めて認識されるようになり、米国で有名になった（下図7a）。初期の頃には、切り出されたものが各所で展示された。材はあまり有用ではないが、屋根板、柵、マッチ棒などに使われ、自生地での伐採も盛んに行われていた（下図7b）。しかし19世紀後半に先駆的な自然保護運動が高まり、このような伐採に対する反対運動が起こった。このような運動は、1890年のセコイア国立公園の指定（イエローストーン国立公園に次いで2番目）へとつながった。その後も、セコイアデンドロンの自生地ではヨセミテ国立公園やキングズ・キャニオン国立公園が指定されている。さらに2000年には、全ての個体群がナショナル・モニュメント (Giant Sequoia National Monument) に指定された。現在では米国における自然保護の象徴的な存在となり、また世界中から多数の観光客が自生地を訪れている（下図7c）。上記のように、近年では頻発する山火事がセコイアデンドロンの生育を脅かしている。
国際自然保護連合 (IUCN) のレッドリストでは、セコイアデンドロンは絶滅危惧種に指定されている。また、セコイアデンドロンは、セコイアとともにカリフォルニア州の木とされている。
セコイアデンドロンと人間の関わりの中で特異なものとして、木のトンネル（drive-through trees）がある。セコイアデンドロンの幹は極めて太いため、これをくりぬいて道路を通すことがある。しかしこのような大きな木であっても、大きな穴を開けることは構造的強度の大幅な低下を招き、このような木のトンネルの多くはその後倒れている。また、上記のように現在ではセコイアデンドロンは厳重に保護されており、少なくとも公有地で新たな木のトンネルが作られることはない。
- Dead Giant[3]（下図8a）
ヨセミテ国立公園にある。1878年に完成した最初のトンネルの木。枯死した木に作られた。
- ワウォナ・ツリー (Wawona Tree)[3]（下図8b）
ヨセミテ国立公園にある。1881年に完成。非常に人気があった。1969年の激しい吹雪で倒れた。
- パイオニア キャビン・ツリー (Pioneer Cabin Tree)[3]（下図8c）
カラヴェラス・ビッグ・ツリーズ州立公園にある。1880年代に完成。2017年の嵐で倒れた。
- California Tunnel Tree[3]（下図8d）
ヨセミテ国立公園にある。1895年に完成。1932年以降は車は通れない。
- Tunnel Log[3]（下図8e）
セコイア国立公園にある。倒れた木に穴を開けたトンネル。1937年に倒れ、翌年に穴が開けられた。2022年現在、車が通れる唯一の木のトンネルである。

## 名称
セコイアデンドロンの学名は Sequoiadendron giganteum であるが、複雑な経緯を経ている。セコイアデンドロンはそれ以前に見つかっていたものの、1852年に再発見され、巨大な木として植物学者たちの注目を集めた。アメリカのアルバート・ケロッグらが記載に向けて研究を行っていたが、1853年にイギリスの植物採集家である William Lobb が採集し、12月15日にイギリスに帰国、この標本をもとにわずか2週間後にジョン・リンドリーによって Wellingtonia gigantea として初めて記載された。この属名は、ナポレオン戦争で活躍し首相も務めたウェリントン公爵アーサー・ウェルズリーに献名されたものであった。アメリカの植物学者たちは、彼らを出し抜く形で、実物を見たこともないイギリスの植物学者がイギリスの軍人の名を冠して命名したことに対して極めて批判的であったという。しかし、Wellingtonia の名は、1840年にアワブキ科のある植物に対してすでに使われていた名であった。また Wellingtonia gigantea をもとに、セコイア属に組み替えた Sequoia gigantea の名も提唱されたが、この名はセコイアの変種に対してすでに使われていた。最終的にこの植物の学名は、1939年に Sequoiadendron が提唱されることによってようやく定まった。
近縁種のセコイア (Sequoia sempervirens) とともにセコイアと総称されることがある。この2種を分ける場合には、セコイアをセコイアメスギ、セコイアデンドロンをセコイアオスギ（世界爺雄杉）とよぶことがあり、セコイアオスギを標準名としていることもある。

## ギャラリー

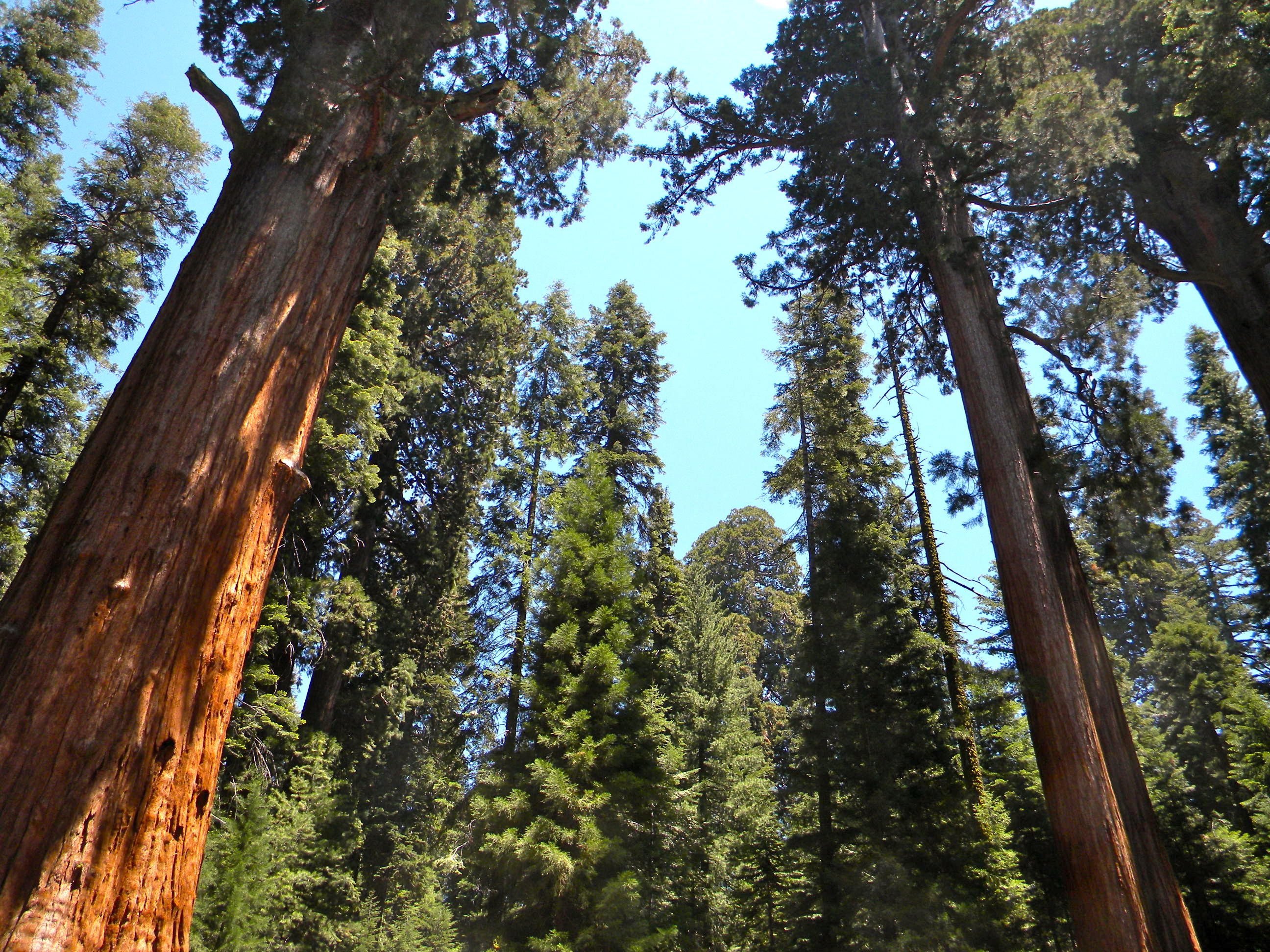
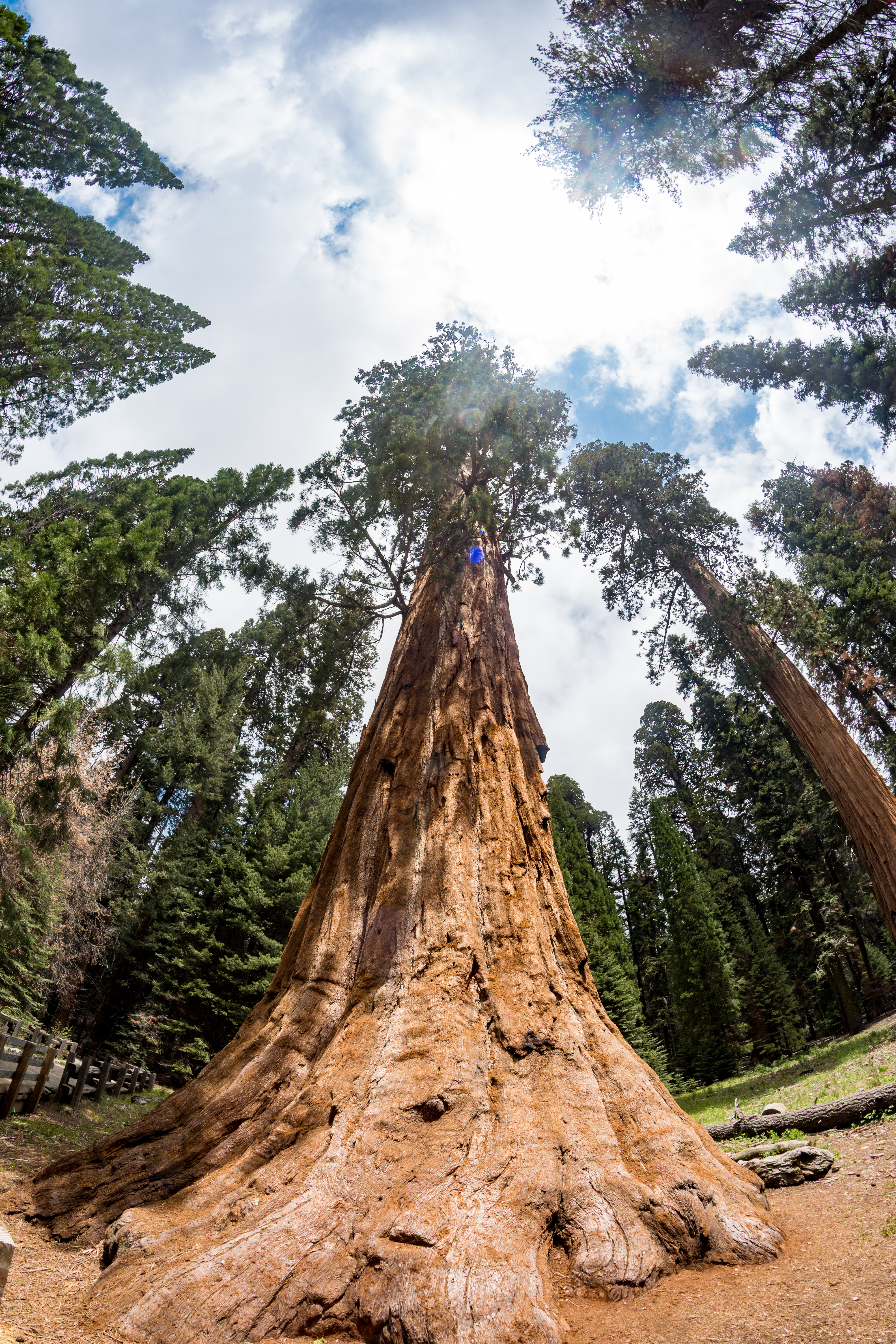
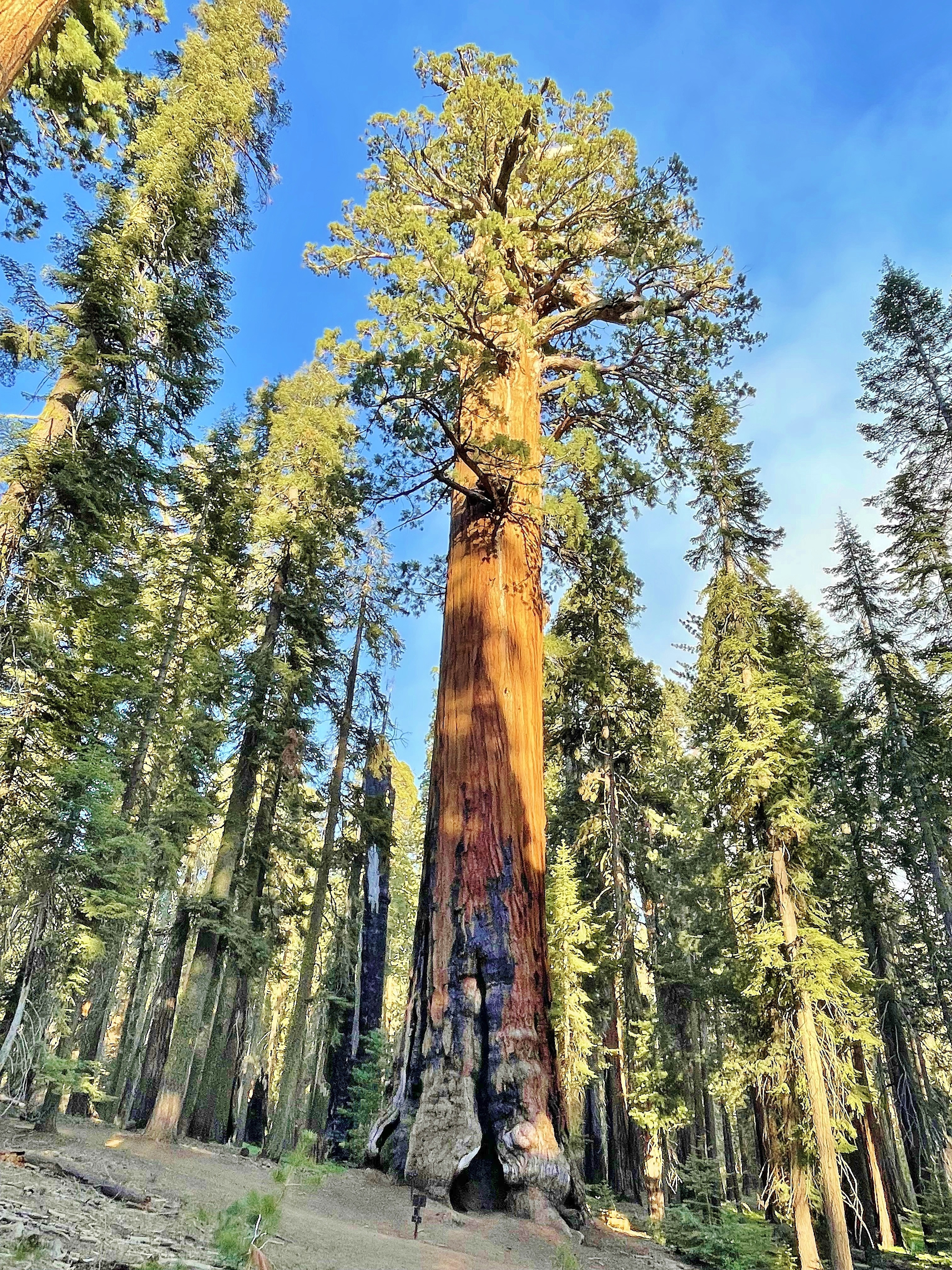
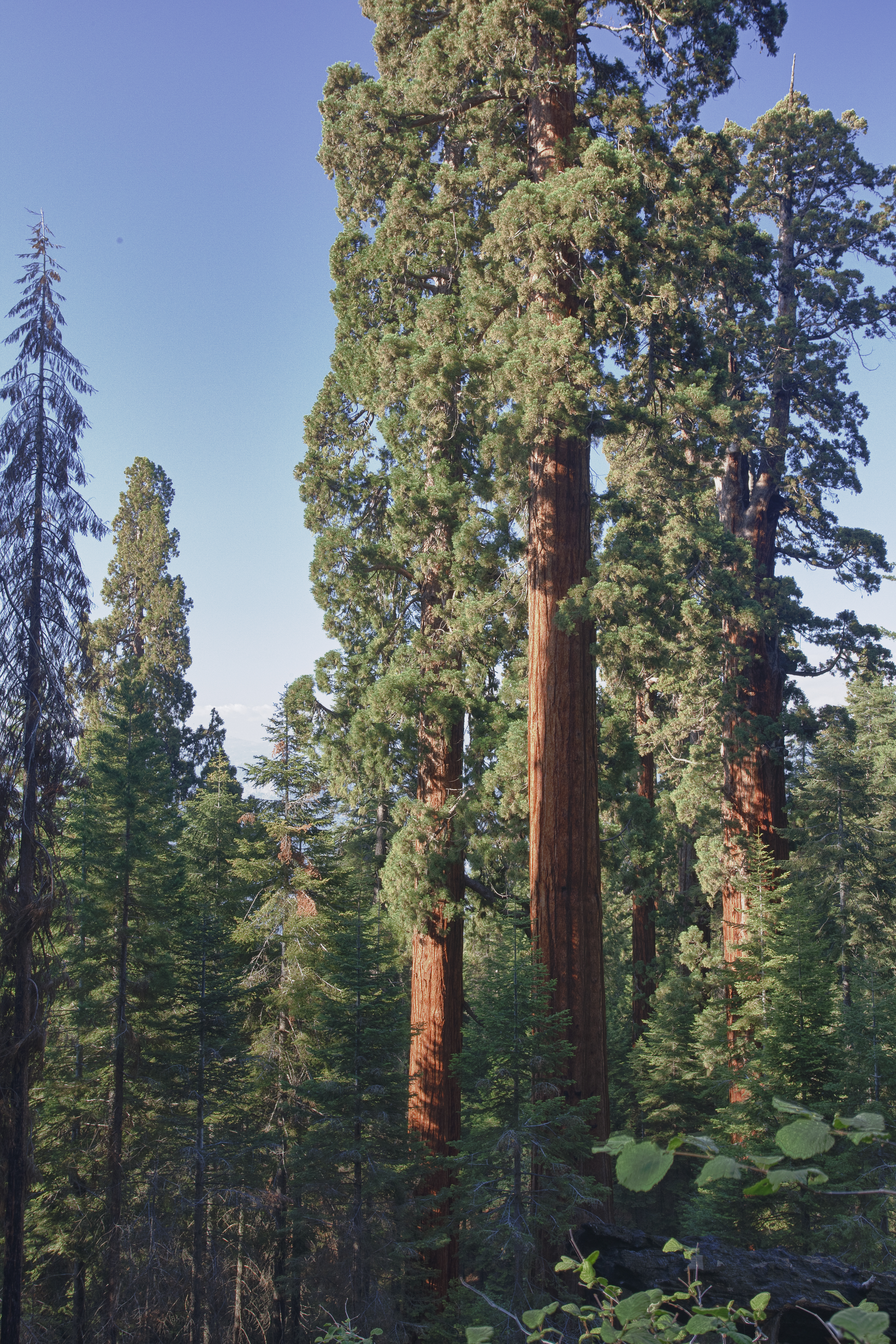
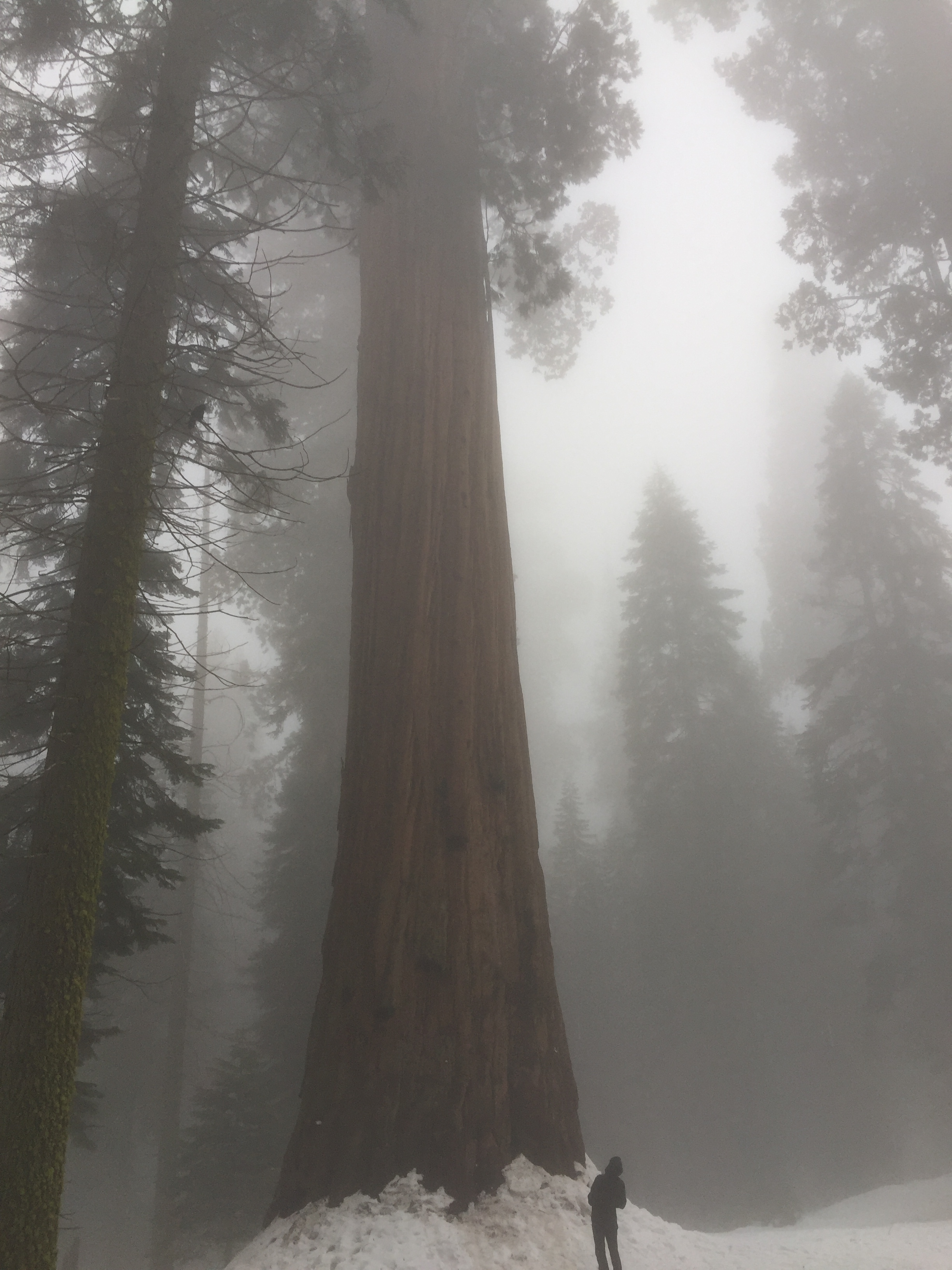
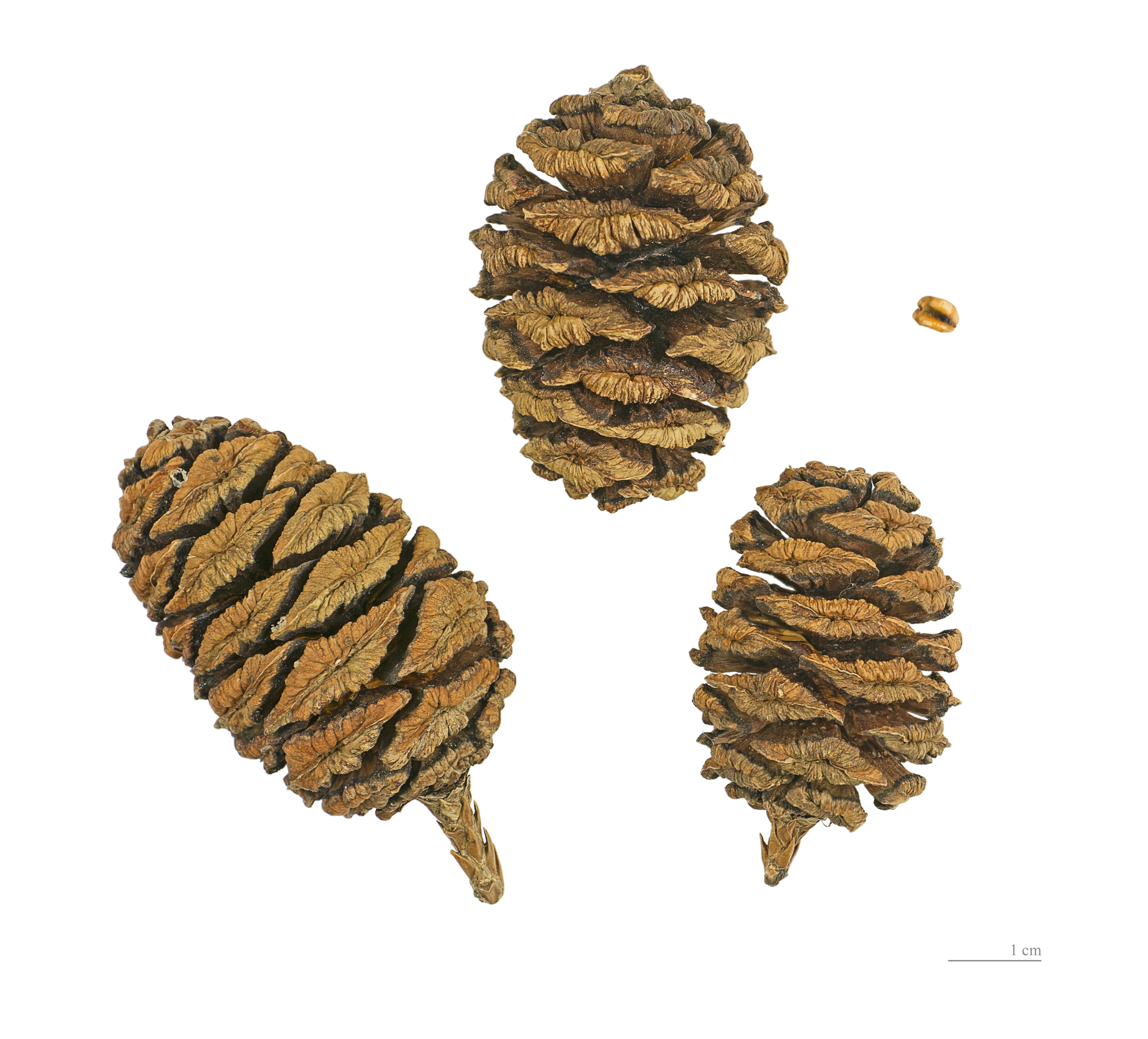
セコイアデンドロンの球果